# White Pass & Yukon Route

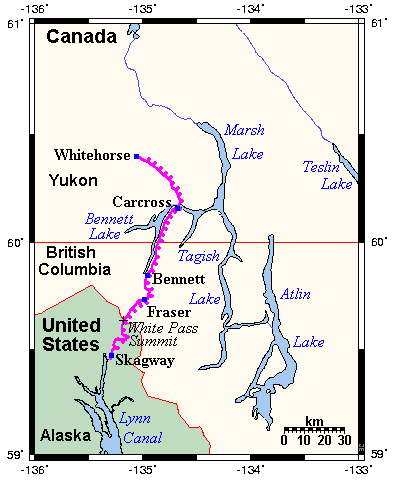
Kaart van de WP&YR

De White Pass & Yukon Route (of WP&YR) is een 177 kilometer lange (smalspoor-) spoorlijn die loopt van Skagway, Alaska naar Whitehorse, Canada. De spoorlijn is gebouwd tijdens de goudkoorts van Klondike in 1897, en vervoert tegenwoordig toeristen.

## De route
De WP&YR loopt van Skagway (vlak bij Juneau) naar Whitehorse, Yukon. De spoorlijn verbindt daarmee de zee met de rivier de Yukon. Vanuit Skagway gaat de lijn noordwaarts, door de bergen, richting White Pass, waaraan ze ook haar naam te danken heeft. Daar passeert de spoorlijn de Amerikaans-Canadese grens. Het eerste station na de White Pass is Lake Fraser (Brits-Columbia) waar de spoorlijn de Klondike Highway kruist. Vanaf daar gaat de lijn door naar Lake Bennett, een plaats waar in 1896 de goudzoekers korte tijd massaal verbleven tijdens hun tocht naar de goudzoekersplaatsen aan de Klondike. Vanuit Lake Bennett gaat de spoorlijn verder richting Carcross, een klein plaatsje in Yukon Territory. Carcross, of Caribou Crossing, is tegenwoordig het eindpunt van de spoorlijn. Van daaruit gaat de lijn verder naar Whitehorse, de hoofdstad van Yukon Territory.

## Geschiedenis

### Voorgeschiedenis
Na de goudvondsten in de Klondike rivier, kwamen van heinde en verre mensen hun geluk beproeven. De tocht naar de goudmijnen was echter geen gemakkelijke; er vielen vele doden doordat de tocht ongelooflijk gevaarlijk was. Vanuit de havens van Skagway of Juneau moest men namelijk over de verraderlijke bergen van Alaska en Canada. Daarna moest de tocht voortgezet worden over water of te voet. Paarden waren er niet, omdat vrijwel geen enkel paard de bergen overleeft. Daarom was de vraag naar een beter vervoermiddel groot. Daarom kwamen er al snel diverse plannen voor een spoorlijn over de White Pass naar Dawson City. Uiteindelijk werd er daar inderdaad een van gerealiseerd.

### Bouw
Het plan dat gerealiseerd was, werd voornamelijk gefinancierd door Britse investeerders. De bouw werd begonnen door drie maatschappijen tegelijk. Om administratieve moeilijkheden te voorkomen, was namelijk gekozen voor gescheiden maatschappijen, die in de drie verschillende staten die aangedaan zouden worden verantwoordelijk zouden zijn voor de bouw. Op 28 mei 1898 begon de bouw van "the railroad to hell". Gekozen was voor een spoorwijdte van drie voet (914 mm), zodat scherpe bochten zonder al te veel moeite genomen zouden kunnen worden. Voor de bouw, die volgens velen onmogelijk was, werden vele tonnen explosieven gebruikt, om zich maar een weg te kunnen boren door en langs de rotsen. Begin 1899 werd de top van de White Pass, de grens tussen de VS en Canada, bereikt. Hierna ging de tocht verder richting het noorden, zodat de spoorlijn in 1900 in gebruik genomen kon worden. 

### 1896-1940
Toen de WP&YR-spoorlijn klaar was gekomen, was echter eveneens de goldrush voorbij. Dit was natuurlijk een grote tegenvaller voor de WP&YR, maar in de eerste paar jaren bleek er toch nog genoeg vervoerd te kunnen worden. Na de Eerste Wereldoorlog begon het gebruik van de spoorlijn af te nemen. Wel ontdekte de spoorlijn zijn latere toekomst, namelijk het vervoeren van toeristen langs de prachtige uitzichten van de spoorlijn. In de jaren twintig en dertig reed echter nog slechts een trein per week over de spoorlijn. De toekomst zag er slecht uit voor de White Pass & Yukon Route.

### 1940-1969

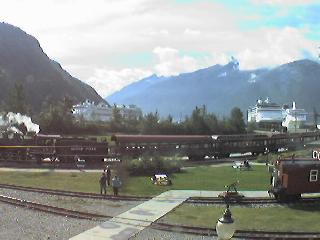
Haven en station Skagway

Het tij keerde in de Tweede Wereldoorlog toen de spoorlijn opeens van strategisch belang werd voor de VS vanwege de dreigende Japanse invasie in Alaska. Er moest namelijk een snelweg aangelegd worden van de VS en Canada naar Alaska. Voor het bouwen van zo'n snelweg was natuurlijk bevoorrading nodig, en een uitgelezen mogelijkheid bleek de WP&YR. Per 1 oktober 1943 nam het Amerikaanse leger het beheer van de spoorlijn over. Het leger stuurde veel nieuw materieel, waaronder 25 locomotieven en 284 wagons en de capaciteit steeg aanzienlijk. In 1943, het hoogtepunt van de bouwactiviteiten aan de snelweg, werd 285.000 ton over het spoor vervoerd, meer dan 10x zoveel als in 1939. In 1944 nam het militair belang af en in december 1944 ging de spoorlijn weer over in civiele handen. Na de oorlog werd dit materieel niet teruggebracht naar het zuiden, maar bleef het bij de WP&YR, waarin nu de drie kleine maatschappijen waren ondergebracht. Ook werden enkele mijnen ontdekt in Yukon Territory, die om transport vroegen. In de jaren vijftig en zestig kwamen op de spoorlijn zelfs diesellocomotieven, voorheen had de spoorlijn namelijk altijd met stoomlocomotieven gewerkt. De WP&YR introduceerde ook een revolutionair, nieuw systeem: de container. In 1955 werd het eerste containerschip ter wereld gebouwd voor de WP&YR, de Clifford J. Rogers. Op deze manier kon men op een zeer eenvoudige manier goederen vervoeren: eerst werden de goederen in een container op een vrachtwagen geladen, die dan in Whitehorse werd overgeladen op de trein. In Skagway werd de vracht naar Vancouver verscheept.

### 1969-1982
In 1969 opende de mijn in Faro, waar lood en zink werd gewonnen. Deze mijn vroeg om goede transportmogelijkheden, en de WP&YR bleek een uitkomst. Om de verhoogde intensiteit aan te kunnen werd de lijn opgewaardeerd: bruggen werden vervangen en er werden nieuwe sporen aangelegd zodat treinen elkaar zouden kunnen passeren. Voor het transport was ook het beschikbare materieel ontoereikend; daarom werden bij ALCO zes nieuwe zware locomotieven besteld. In november 1969 brandden de loodsen van de WP&YR af, samen met twee nieuwe locomotieven en ander oud materieel. Vanwege deze gebeurtenis werden later drie nieuwe locomotieven besteld, en de loodsen werden herbouwd en vernieuwd. De volgende jaren ging het goed met de WP&YR. Terwijl in de rest van Noord-Amerika bijna alle smalspoorlijnen waren opgeheven, beleefde de WP&YR gouden tijden. Ook nam het passagiersvervoer toe, door de opkomst van de cruises naar Alaska. In 1982 besloot de spoorlijn nog vier nieuwe locomotieven aan te schaffen, maar toen sloeg het noodlot toe. Doordat de metaalprijzen kelderden, ging de mijn in Faro failliet. De spoorlijn was nu zijn belangrijkste klant kwijt, en hoewel men probeerde verder te gaan met het toeristenvervoer kon de WP&YR het hoofd niet meer boven water houden. In het najaar van 1982 ging de lijn failliet.

### 1988-heden
In 1988 werd de spoorlijn heropend, nu voor toeristenvervoer. Dit plan sloeg aan want de bezoekers bleven toestromen. De treinen, die blauw waren geverfd, kregen hun oude geel-groene kleur van voor 1981 weer terug, en de verkochte ALCO's werden teruggekocht. Ook werden twee stoomlocomotieven gerenoveerd om in te zetten op de spoorlijn. In eerste instantie opende de lijn tot de White Pass, maar dit werd stapsgewijs uitgebreid tot aan Lake Bennett en Carcross.
In 2018 werd de spoorlijn aangekocht door Klondike Holdings. De nieuwe eigenaar kocht tien nieuwe locomotieven bij National Railway Equipment, en de eerste exemplaren werden in 2020 geleverd. Omdat deze nieuwe locomotieven sterker zijn dan het oudere materieel, kon de inzet van het aantal locomotieven per trein worden teruggebracht van 2 à 3 per trein naar 1 à 2 per trein. Vier van de oude MLW-locomotieven werden verkocht aan toeristenspoorlijn Durango and Silverton Narrow Gauge Railroad.

## Bouwwerken
Vanwege het bergachtige landschap heeft men bij de bouw fors moeten investeren in bruggen en tunnels. De bekendste brug van de WP&YR is de "cantilever bridge". Deze brug loopt over een ravijn en is de grootste stalen brug ter wereld. De brug werd gebouwd in 1901  maar werd buiten gebruik gesteld in 1969, toen de brug niet sterk genoeg bleek voor de zware ertstreinen. Als vervanging hiervoor is toen een kortere en sterkere brug gebouwd en een tunnel om deze brug te vervangen. Een ander bekend bouwwerk is een houten brug, die voorafgegaan wordt door een stenen, en gevolgd door een tunnel. De WP&YR heeft nog vele kortere bruggen, die allemaal erg populair zijn bij fotografen. Vanwege al deze technische hoogstandjes is de WP&YR, net zoals de Eiffeltoren en het Panamakanaal, een "Civil Engineering Landmark".

## Materieel

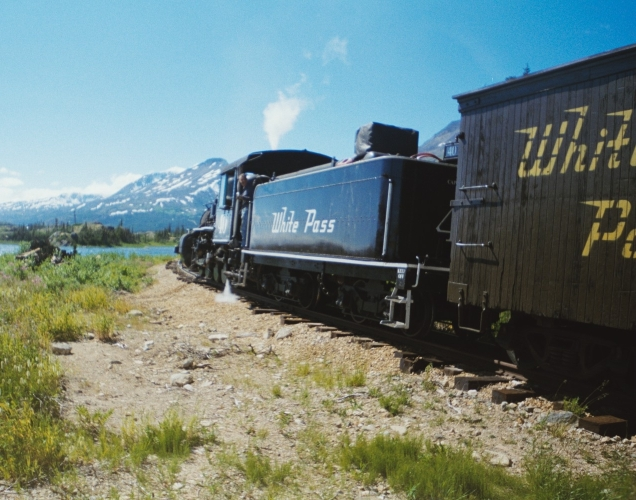
Locomotief Consolidation #40 tijdens een excursie van de WP&YR

De WP&YR heeft vele types treinen gehad. De bekendste treinen zijn hier op een rijtje gezet:

### Consolidation #40
Deze locomotief, met asindeling 2-8-0, werd in 1920 door Baldwin gebouwd, voor de International Railway of Central America in Guatemala. Ze heeft tot in de jaren 70 in Guatemala dienstgedaan. In het kader van de viering van het 100-jarig jubileum van de spoorlijn huurde de WP&YR de loc van de Georgetown Loop Railroad, een toeristische spoorlijn in Canada, om zodoende twee rijklare stoomlocs te kunnen presenteren.

### Mikado #73
Deze stoomlocomotief werd in de Tweede Wereldoorlog door de VS in Alaska gebracht. Nadat de diesels op de WP&YR waren geïntroduceerd werden de locomotieven buiten werk gesteld. Tegenwoordig is #73 gerestaureerd en trekt de locomotief de treinen naar Lake Bennett. De locomotief wordt door de WP&YR de "trots van de vloot" genoemd.

### GE90-class
Deze locomotief werd in ruime mate aangeschaft in de jaren vijftig en zestig in het kader van het introduceren van de dieselkracht van de spoorlijn. De locomotief kreeg de nummers 90 tot 100, en staat daarom bekend als de "90-class". Vanwege de bijzondere vorm van de locomotief kreeg de locomotief ook de bijnaam "shovelnose". Tegenwoordig zijn alle locomotieven in gebruik om passagierstreinen te trekken.

### Alco101-class
Dit type locomotief werd aangeschaft tussen 1969 en 1971, om in de toenemende vraag te voorzien. Het type kreeg de nummers 101 tot en met 110 en zijn naam werd daarom 101-class. De locomotief werd aangeschaft bij Alco, maar nadat dit bedrijf failliet was gegaan werd het vervolg besteld bij Montreal Locomotive Works (MLW). Nadat de WP&YR failliet was gegaan werd een groot aantal locomotieven verkocht aan een spoorwegmaatschappij in Colombia, maar nadat het gebruik van de lijn in Alaska weer was toegenomen werden ze teruggekocht.

### Bombardier111-class
Dit type locomotief werd in 1982 aangeschaft, vlak voordat de lijn failliet ging. Oorspronkelijk werden de nummers 111, 112 en 113 besteld, maar er werd maar een locomotief bezorgd vanwege het faillissement. De andere twee gingen naar US Gypsum, een andere smalspoorlijn in de VS.